# Völkerschlachtdenkmal

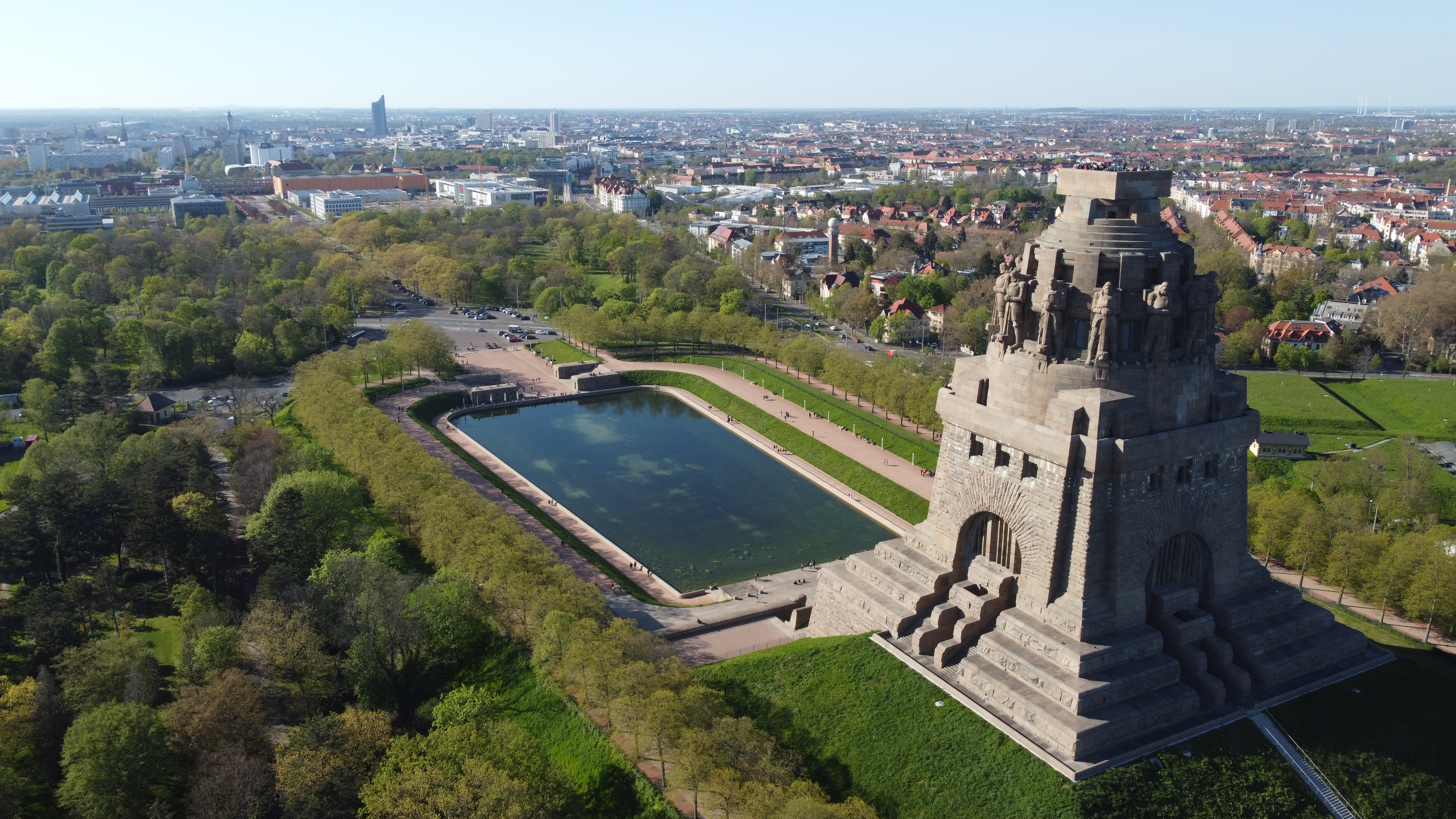
Völkerschlachtdenkmal i maj 2023.

Völkerschlachtdenkmal ("Minnesmärket över folkens slag") minner om Slaget vid Leipzig 1813 restes och invigdes 1913. Monumentet ritades av arkitekten Bruno Schmitz. Det är ett av Europas största krigsminnesmonument, 91 meter högt, och ett känt landmärke i Leipzig i det tyska förbundslandet Sachsen.